# Aleixo Gary
Pedro Aleixo Gary foi um empreendedor francês que viveu no Brasil durante a década de 1870. A empresa Aleixo Gary & Cia, criada por ele, foi a principal responsável pela limpeza das ruas das cidades do Rio de Janeiro e Guanabara entre os anos de 1870 e 1975. Por conta do pioneirismo do serviço, o sobrenome "Gary" foi associado, com o passar dos anos, aos profissionais de limpeza urbana, conhecidos até hoje, no Brasil, como "garis".

## Biografia
Aleixo Gary nasceu na França e se mudou ainda jovem para o Brasil. Em 1830, um decreto imperial tornou obrigatório o descarte correto de dejetos sólidos, visando, assim, diminuir a transmissibilidade de doenças e a presença de animais junto ao lixo, além de reduzir o número demoradores de rua e alienados que reviravam o material mal armazenado. Gary percebeu na medida uma boa oportunidade de negócio. A nova lei era baseada na teoria miasmática, no qual afirmava que a inalação de gases vindos dos dejetos sólidos era o principal motivo para o alto numero de enfermos na época.

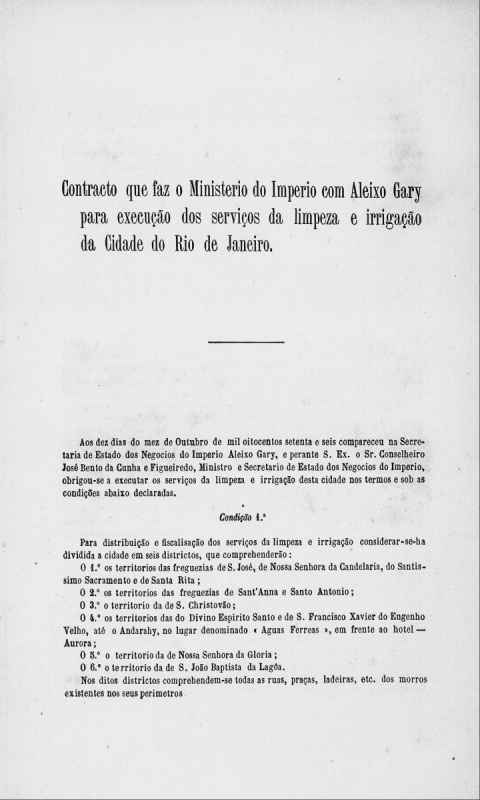
Contrato do ministério do império com Aleixo Gary para a limpeza das cidades de Rio de Janeiro e Guanabara

Com sua experiência vinda da França, Gary começou a prestar serviços de coleta de lixo para a população, tornando-se conhecido entre os moradores locais. Em 11 de outubro de 1876, as intendências do Rio de Janeiro e da Guanabara contrataram a Aleixo Gary & Cia para a realização do trabalho, tornando-o um serviço público. Homens, acompanhados de carroças, faziam a coleta dos resíduos das ruas, dando início ao primeiro sistema de coleta de resíduos urbanos do Brasil.
O contrato de Gary manteve-se até o ano de 1891 no Rio de Janeiro, quando foi substituído pela Superintendência de Limpeza Pública e Particular da Cidade, um órgão público. Em 1975, a empresa de Gary, que atendia apenas o município de Guanabara, foi extinta, devido à unificação da cidade com a vizinha Rio de Janeiro. A responsabilidade da limpeza urbana, então, passou para a Comlurb (Companhia Municipal de Limpeza Urbana).

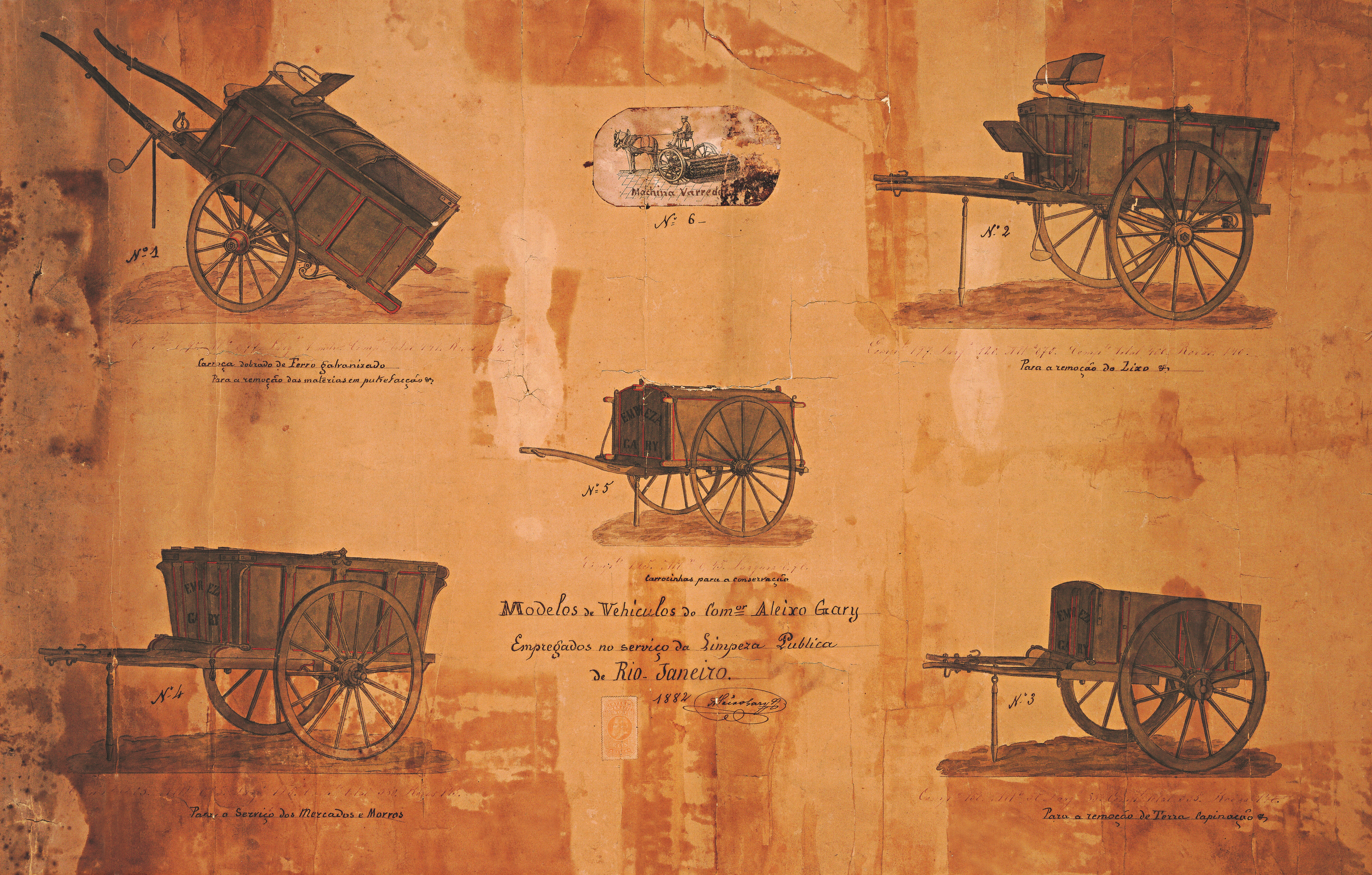
Modelos de carro da Aleixo Gary (1884) Documento sob guarda do Arquivo Nacional

## Etimologia da palavra gari
Como o trabalho realizado por Gary era muito conhecido, era comum as pessoas se referirem aos funcionários de limpeza urbana de "os meninos de Gary" ou "garys". Com o tempo, o sobrenome de Aleixo tornou-se sinônimo de varredor de rua. Posteriormente, com a adoção de novas regras ortográficas da língua portuguesa, a letra "y" deixou o alfabeto, passando a ser substituído pela letra "i".